# Ишимбайское нефтяное месторождение
Ишимбайское нефтяное месторождение (известно также как Ишимбаевское нефтяное месторождение) — первое месторождение нефти в Башкортостане и на Южном Урале, относится к Волго-Уральской провинции, в настоящее время выработано. Открыто в 1932 году экспедицией, которую возглавлял инженер-геолог Алексей Александрович Блохин. Названо по деревне Ишимбаево, ныне являющейся микрорайоном города Ишимбая.
Под Ишимбайским нефтяным месторождением в обиходной речи понимаются та часть Ишимбайской группы нефтяных месторождений, что находятся возле Ишимбая, и открытые в 1932—1950-х гг.: Буранчинское нефтяное месторождение, Кусяпкуловское нефтяное месторождение, Кинзебулатовское нефтяное месторождение.

## История
Первоначально называлось Стерлитамакское, Нижнебуранчинское (в статье А. А. Блохина 1934 года), хотя Буранчинское нефтяное месторождение будет открыто только в 1939 году. Сейчас оно известно как Ишимбайское нефтяное месторождение, хотя это группа нефтяных месторождений.
Месторождение рифогенного типа, геологически находится в пределах предуральского краевого прогиба и приурочена к группе погребённых рифогенных массивов сакмаро-артинского яруса, Ишимбайский рифовый массив.

## Исследователи
Николай Дмитриевич Зелинский в 1930-е годы проводил исследования по обессериванию высокосернистых уральских нефтей, в том числе Ишимбайского месторождения нефти.
Сергей Семёнович Намёткин в годы Великой Отечественной войны возглавлял нефтяную секцию Башкирской экспедиции АН СССР. Под его руководством разработан способ получения смазочных масел из сернистых нефтей, внедрённый на установке Ишимбайского нефтеперегонного завода.

## Научная литература
- Мангушев, Камиль Ибрагимович.Гидроциклонная очистка промывочных жидкостей при бурении скважин в Ишимбаевском нефтегазовом районе [Текст] : Автореферат дис., представленной на соискание учёной степени кандидата технических наук / М-во высш. и сред. спец. образования РСФСР. Моск. ордена Трудового Красного Знамени ин-т нефетхим. и газовой пром-сти им. И. М. Губкина. — Москва : [б. и.], 1961.
- Материалы к познанию Ишимбаевского месторождения нефти [Текст] : Сборник статей: Е. П. Александровой, Е. М. Глебовской, Л. П. Гроздиловой, М. В. Куликова, А. И. Никифоровой, Н. Д. Палицына, О. А. Радченко, В. А. Сермягина / Под ред. М. М. Толстихиной. — Москва ; Ленинград : ОНТИ. Глав. ред. горно-топливной и геол.-развед. лит-ры, 1938 (Л. : 3 тип. ОНТИ). — 192 с., 14 вкл. л. : ил.; 22 см. — (Труды Нефтяного геолого-разведочного института. Серия А; Вып. 101)
- Намёткин С. С. Масла из ишимбаевской нефти //Известия Академия наук СССР. Отделение технических наук. 1942. № 9 (соавт.);
- Намёткин С. С. Анализ сернистых соединений лёгких погонов нефти: (критика существующих методов) //Там же. 1943. № 1—2 (соавт.).
- Страхов, Николай Михайлович. Очерки геологии кунгура Ишимбаевского нефтеносного района [Текст] / Н. М. Страхов. — Москва : Тип. «Крас. знамя», 1947. — 1 т.; 25 см. — (Материалы к познанию геологического строения СССР, издаваемые Московским обществом испытателей природы. Новая серия; Вып. 5 (9)).

## Геология
Приурочено к рифовому массиву. Массив, сложенный известняками нижней перми, включает пять рифов, имеющих различные очертания и объединённых в единую связку. Углы падения склонов рифов от 20 до 40 град. Самый крупный из них (восточный) достигает в поперечнике 1,5 км. Нефтеносные рифогенные известняки характеризуются сильной кавернозностью и очень хорошей проницаемостью, что обусловило высокую начальную продуктивность скважин (до 800т/сут). Этажи нефтеносности по массивам колеблются от 310 до 560 м. Все рифы имеют единый контур нефтеносности. Продуктивные известняки перекрыты пермскими соленосными отложениями.

## Память
- В честь первооткрывателей месторождения названа улица Геологическая в городе Ишимбае.
- В городе есть улица и сквер имени инженера-геолога А. А. Блохина.
- Одна из главных улиц города названа в честь геолога- академика И. М. Губкина.
- Памятник Первооткрывателям башкирской нефти.
- Вышка -бабушка.